# Edna Krabappel
Edna Krabappel, desde 2012 Edna Flanders, es un personaje ficticio de la serie de televisión animada Los Simpson.
Sus alumnos y a veces otros personajes la apodan, según el doblaje español, «Señorita Carapápel» o simplemente «La Carapápel» y, según el doblaje hispanoamericano, la «Señorita Krabapple» o «Señorita Clavados».
Tras la muerte de Marcia Wallace en octubre de 2013, y en señal de respeto, el personaje fue retirado de la serie definitivamente en el episodio «The Man Who Grew Too Much» de la vigesimoquinta temporada. Esto supuso una alteración en los planes de los guionistas, quienes se vieron obligados a dejar viudo a Flanders por segunda vez, esta vez sin haberlo planeado.

## Información general
Edna Krabappel era profesora de cuarto año en la Escuela Primaria de Springfield de los alumnos Bart Simpson, Milhouse Van Houten, Martin Prince, Nelson Muntz, entre otros. Es un personaje bastante histérico. Su relación con los alumnos es algo contradictoria: por momentos parece una profesora dedicada e interesada por el futuro de sus alumnos, como cuando fue la cabeza de una huelga general de profesores por falta de presupuesto; en ella se enfrentó al Director Skinner argumentando que con el presupuesto actual los niños no tendrían futuro. Pero la mayoría de las veces se notaba que hace su trabajo con desgana, como cuando mencionó que quería que alguien del aula (especialmente Bart) le hiciera una broma "para sentirse viva". En otro episodio dio clases de Química con una tabla periódica promocional de Oscar Mayer, le preguntó a Martin Prince cuál es el peso atómico del salchichonio ("Pamplinum") y Martin contesta "delicioso". En otra ocasión, cuando en la escuela hubo una exposición de yoyos, ella dijo "será un bonito recuerdo para ellos antes de que trabajen como despachadores de gasolina".
Con respecto a sus conocimientos, no parece estar en un mejor nivel que el resto del profesorado de la escuela. Cuando Lisa Simpson se volvió rebelde y escondió todos los libros guía de los profesores, Edna y el resto de los maestros se pusieron muy nerviosos: "¿¡cómo vamos a dar nuestras clases!?".

## Vida amorosa de Edna
De la vida anterior de Edna, solo se supo que estuvo casada. En el capítulo Lisa's Substitute, le comentó al maestro Bergstrom que su exmarido la engañaba con otra mujer. En The Seemingly Never-Ending Story también hizo mención al alcoholismo de su expareja como causa del divorcio. Sin embargo, en otros episodios apareció como divorciada de su esposo, el Sr. Krabappel, quien la dejó para escaparse a alguna playa con su consejera matrimonial.
Originalmente Edna aparecía como una soltera sin remedio, aunque bastante interesada por las relaciones pasajeras, como cuando en Flaming Moe's quiso tener un encuentro sexual con el baterista de Aerosmith, Joey Kramer; o cuando en Lisa's Substitute intentó seducir al profesor Bergstrom, sustituto de la señorita Hoover.
En el episodio Grade School Confidential, de la octava temporada de la serie, surgió el romance con el director Seymour Skinner. Este romance fue un tanto extraño; en muchos episodios se los ve con actitudes osadas en el armario de escobas de la escuela, pero al mismo tiempo en episodios contiguos no parecían tener mucha atracción el uno por el otro. En Mom and Pop Art, Bart escuchaba que Skinner le dice a Edna que un regulador de luz para focos sería "lo ideal para nuestro nido de amor" mientras estaban en una ferretería. En My Big Fat Geek Wedding finalmente se separó de Skinner y luego tuvo un breve amorío con Jeff Albertson, quién es conocido como el dependiente de la tienda de cómics ("el sujeto de las historietas cómicas" en Hispanoamérica). En ese episodio se veían claros celos por parte del director, e incluso intentó recuperarla pidiéndole ayuda a Homer Simpson. Sin embargo, Marge Simpson era quien ayudaba a Edna para deshacerse de Skinner, por lo que los cruces de palabras terminaron siendo entre Homer y Marge.
Otro punto intrigante de la vida amorosa de Edna fue que, en algunos episodios, varios personajes mencionaban que ella era una mujer bastante promiscua. Se vio incluso en Future-Drama, donde se contó el futuro de todos los personajes, en el cual Edna aparecía queriendo seducir a Bart Simpson.
En el capítulo The Seemingly Never-Ending Story se mostró una imagen del pasado. Ahí se revelaba que Edna estuvo a punto de casarse con Moe Szyslak cuando era una recién llegada a Springfield y todavía no era profesora de la Primaria Springfield. No sucedió por causa de Bart Simpson, ya que Edna lo conocía como un joven entusiasta de la vida y eso la alejó totalmente de Moe, llevándola a su trabajo en la primaria para poder ayudar a niños como Bart. Es ahí donde se la vio particularmente optimista de la vida y de ayudar a la gente, actitud que fue decayendo durante los años siguientes.
Krabappel tuvo una relación con el director Seymour Skinner, con el que llegó hasta el altar; pero no se casó, debido a que Skinner sentía miedo de dar ese paso, por lo cual Edna decidió no casarse estando en la iglesia temiendo que durante el matrimonio Skinner tuviera miedo de dar otros pasos como pareja y que Agnes Skinner, madre del director Skinner, continuara estropeando los mejores momentos. Finalmente en la serie, Krabappel mantuvo una relación con Ned Flanders.

## Retirada del personaje
El 25 de octubre de 2013, se supo que la actriz que le da voz en la versión original, Marcia Wallace, había fallecido a los 70 años víctima de cáncer de mama. Por ello, Al Jean, productor de Los Simpson, afirmó que Edna Krabappel desaparecería de la serie con la muerte de Wallace: «Estoy tremendamente triste tras conocer la muerte esta mañana de la brillante Marcia Wallace. Era muy querida por todos en Los Simpson y tenemos la intención de retirar a su irremplazable personaje».